# Öratjärnen, Gästrikland
Öratjärnen är en sjö i Hofors kommun i Gästrikland och ingår i Gavleåns huvudavrinningsområde.